# Channa asiatica
Channa asiatica är en fiskart som först beskrevs av Carl von Linné 1758.  Channa asiatica ingår i släktet Channa och familjen Channidae. IUCN kategoriserar arten globalt som livskraftig. Inga underarter finns listade i Catalogue of Life.